# Leporung
Leporung è un villaggio del Botswana situato nel distretto Meridionale, sottodistretto di Barolong. Il villaggio, secondo il censimento del 2011, conta 575 abitanti.

## Località
Nel territorio del villaggio sono presenti le seguenti 4 località:
- Leporung lands,
- Ngwabii di 11 abitanti,
- Sekwerenyane di 76 abitanti,
- Sekwerenyane Cattle Post